# Hot Topic
Hot Topic — американська компанія, яка спеціалізується на роздрібній торгівлі атрибутикою пов'язаною з альтернативною музикою та андеґраундом. Станом на 2011 рік, компанія володіє 642 магазином, більшість з яких знаходиться у торгових центрах США.
Приблизно 40% виручки мережі Hot Topic надходить від продажів ліцензійних футболок з логотипами музичних гуртів.

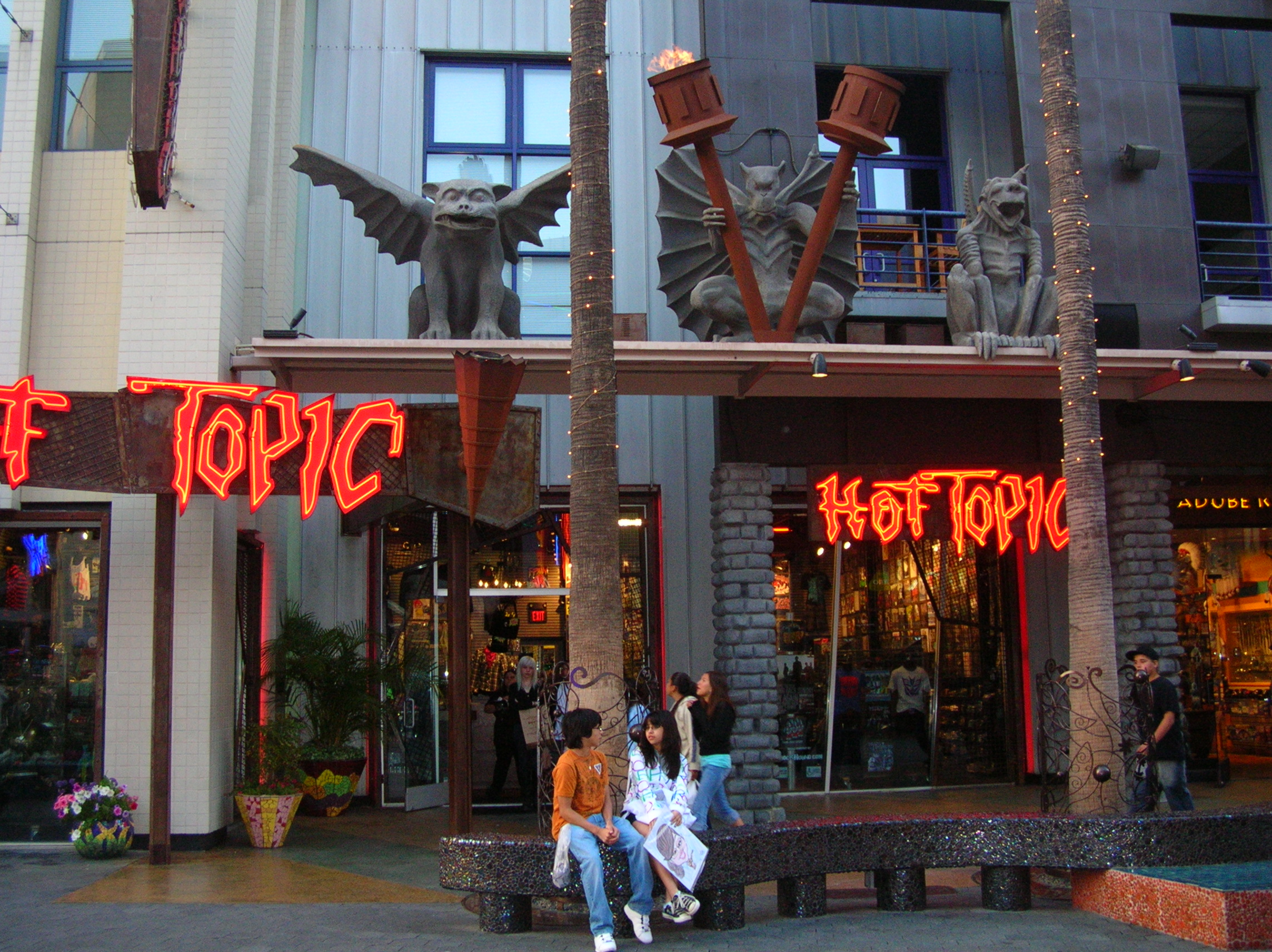
Магазин Hot Topic у Universal CityWalk, Голлівуд, Каліфорнія.

## Історія
Перший магазин був відкритий у 1988 році Орвом Медденом, з чого почалася історія компанії, засновник компанії пробув на посаді CEO до 2000 року. У 2000 році Орва замінила Бетсі МакЛаглін (англ. Betsy McLaughlin), яка пробула CEO до 2011 року. З 2011 року і до сьогодні головним виконавчим директором залишається Ліза Гарпер (англ. Lisa Harper).
З 1996 року компанія була публічною, її акції були виставлені на біржі NASDAQ під символом HOTT. У 2013 році Hot Topic була придбана приватною компанією Sycamore Partners за 600 мільйонів доларів.

## Вклад у розвиток культури

### Спонсорство
- У 2004 році Hot Topic був спонсором щорічного фестивалю рок-музики Ozzfest.[4]
- З 2005 до 2007 року, компанія виступала спонсором Sounds of the Underground.
- У 2008 році — фестивалю Taste of Chaos.[5]
- У 2008 та 2009 роках мала сцену та спонсорувала фестиваль Mayhem Festival.

### Фонд Hot Topic
Фонд Hot Topic був сформований у California Community Foundation в 2004 році, головна мета — заохочення дітей та молоді до занять музикою та мистецтвом.